# Leandra planifilamentosa
Leandra planifilamentosa är en tvåhjärtbladig växtart som beskrevs av Alexander Curt Brade. Leandra planifilamentosa ingår i släktet Leandra och familjen Melastomataceae. Inga underarter finns listade i Catalogue of Life.